# Gare de Mont-sur-Meurthe
La gare de Mont-sur-Meurthe est une gare ferroviaire française de la ligne de Paris-Est à Strasbourg-Ville, située sur le territoire de la commune de Mont-sur-Meurthe, dans le département de Meurthe-et-Moselle, en région Grand Est.
C'est une halte de la Société nationale des chemins de fer français (SNCF), desservie par des trains TER Grand Est.

## Situation ferroviaire
Établie à 222 m d'altitude, la gare de Mont-sur-Meurthe est située au point kilométrique (PK) 380,354 de la ligne de Paris-Est à Strasbourg-Ville, entre les gares de Blainville - Damelevières et de Lunéville. Ancienne gare de bifurcation, elle est l'origine de la ligne de Mont-sur-Meurthe à Bruyères (fermée), avant la gare de Xermaménil - Lamath (fermée).

## Histoire
En 1873, une concession prévoit une ligne de chemin de fer débutant en gare de Mont-sur-Meurthe, embranchement de la grande ligne, pour aller desservir les industries de Gerbéviller. Néanmoins, il faut attendre le 28 octobre 1882 pour que l'embranchement, finalement réalisé par l'État, soit livré à la circulation par la compagnie des chemins de fer de l'Est qui en assure provisoirement l'exploitation, décret du 1er septembre 1882.
Elle disposait d'un bâtiment voyageurs de type C tardif comportant trois parties disposées dans l'axe de la voie. Le bâtiment, construit en retrait par rapport à la ligne Paris – Strasbourg, qui existe toujours, est reconverti en habitation privée.

## Fréquentation
De 2015 à 2024, selon les estimations de la SNCF, la fréquentation annuelle de la gare s'élève aux nombres indiqués dans le tableau ci-dessous.
| Année     | 2015   | 2016   | 2017  | 2018  | 2019   | 2020  | 2021   | 2022   | 2023   | 2024   |
| --------- | ------ | ------ | ----- | ----- | ------ | ----- | ------ | ------ | ------ | ------ |
| Voyageurs | 12 404 | 12 366 | 9 930 | 9 382 | 10 788 | 8 703 | 10 240 | 11 591 | 14 745 | 16 486 |

## Service des voyageurs

### Accueil
La halte SNCF est un point d'arrêt non géré (PANG) à accès libre. Elle est dotée d'abris de quais.
Une passerelle permet la traversée des voies et le passage d'un quai à l'autre.

### Desserte
Mont-sur-Meurthe est desservie par les trains TER Grand Est qui effectuent des missions entre les gares de Nancy-Ville et de Lunéville.

### Intermodalité
Le stationnement des véhicules est possible à proximité de l'ancien bâtiment voyageurs.